# Atomic Heart
Atomic Heart (en russe : Атомное сердце) est un jeu vidéo d'action-RPG développé par le studio  Mundfish et édité par Focus Entertainment. Le jeu est sorti sur Microsoft Windows, PlayStation 4, PlayStation 5, Xbox One et Xbox Series le 21 février 2023.
Atomic Heart est un jeu vidéo FPS avec des éléments de jeu de rôle d'action. Le combat dans le jeu consiste à tirer et à attaquer en mêlée avec des armes improvisées. Il existe un système d'artisanat où les armes peuvent être assemblées à partir de pièces métalliques qui peuvent être recupérées sur des robots ou sur des appareils ménagers. Les munitions dans le jeu sont rares et il existe une option afin de rentrer en mode furtif. Des quick time events sont également présents dans le jeu.

## Synopsis
Atomic Heart se déroule en 1955 au cœur de l'Union soviétique dans une réalité alternative. Dans les années 1930, la création par le Dr Dmitry Sechenov d'un module programmable liquide appelé le Polymère, a rendu possible des avancées technologiques massives dans les domaines de l'énergie et de la robotique — comme Internet, les hologrammes et les robots — libérant ainsi une grande partie de la population du travail manuel.
Dans l'installation 3826, le principal centre de recherche scientifique de l'Union soviétique dont la production de polymère est assurée par des robots, Sechenov a développé une intelligence artificielle en réseau appelée « Kollektiv » qui relie les robots entre eux. Il développe également un dispositif appelé « Pensée » pour intégrer le polymère dans le corps humain, permettant une interface neuronale à distance avec les robots dans le cadre d'un Kollektiv 2.0 amélioré.
Cependant, son lancement officiel le 13 juin 1955 tourne mal : en effet, les robots se retournent soudainement et sans explication contre les humains et les massacrent, plongeant le centre dans le chaos. Le major Sergei Nechaev, agent spécial du KGB surnommé « P-3 », est envoyé par Sechenov pour empêcher la situation de se détériorer dans l'installation 3826. Il apprend rapidement qu'un traître, Viktor Petrov, est à l'origine du désastre. Mais alors qu'il se lance à sa poursuite, Nechaev découvre progressivement les racines réelles de la catastrophe.

## Développement

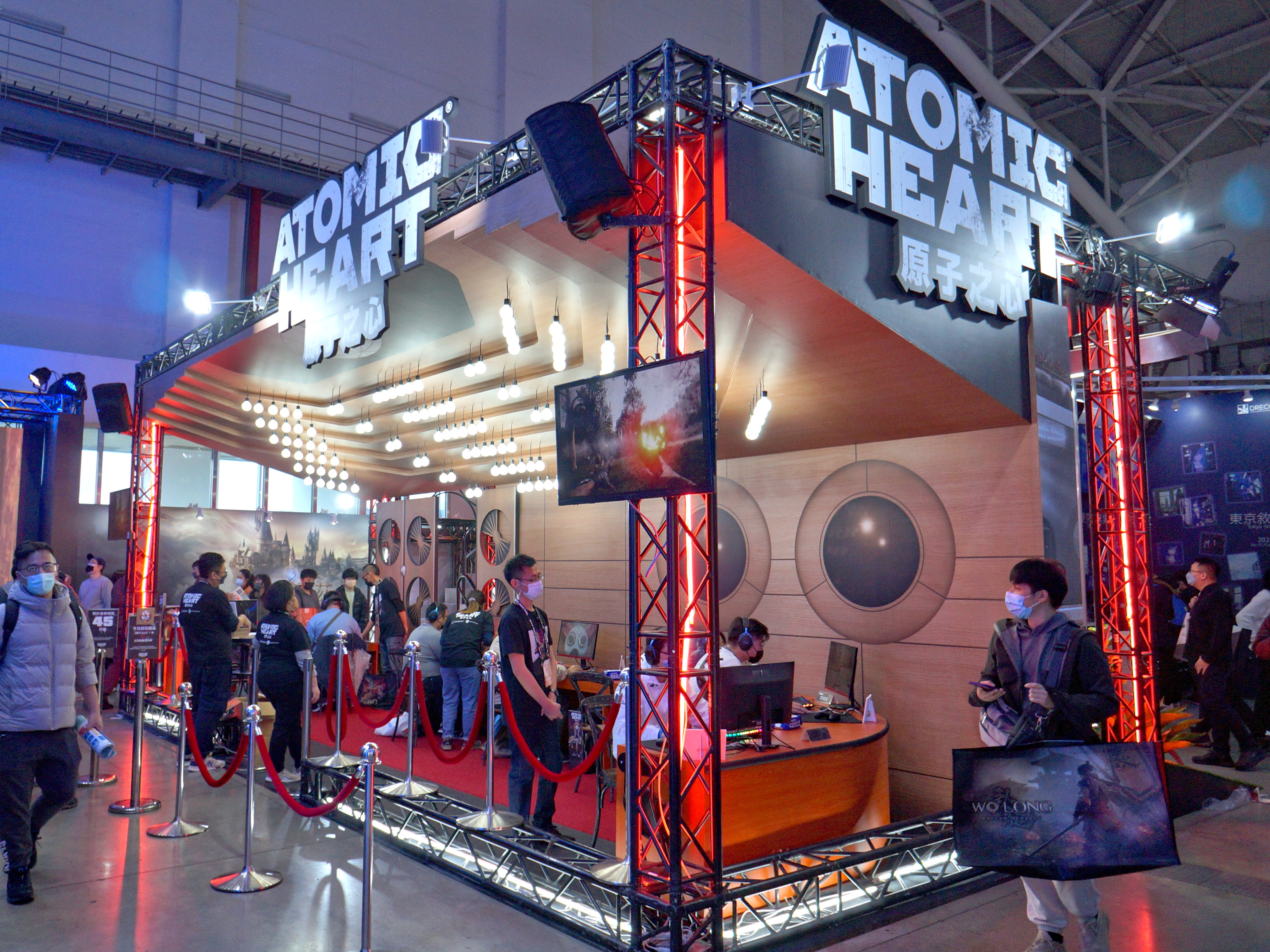
Stand du jeu dans la cadre d'un salon de jeu vidéo.

Le studio Mundfish a été fondé en 2017 à Moscou. Il est basé à Chypre. Il a également développé le jeu en réalité virtuelle, Soviet Lunapark).
Atomic Heart utilise le moteur de jeu Unreal Engine 4 et implémente les technologies Nvidia RTX et DLSS dans les cartes graphiques GeForce RTX.
En novembre 2022, une date de sortie pour le 21 février 2023 est annoncée. Il sera édité par le studio russe dans la Communauté des États indépendants et dans le monde entier par l'éditeur français Focus Entertainment.

### Controverse
En janvier 2019, un rapport a été publié sur le forum de jeux ResetEra qui citait des sources anonymes au sein de Mundfish qui ont signalé des licenciements massifs et de l'incompétence au studio,. Le rapport indiquait que le développement avait été redémarré en août 2018, et cela avait entraîné une dégradation du gameplay.
Le jeu a également fait l'objet d'une importante controverse due en partie à sa date de sortie prévue, qui coïncide presque avec le premier anniversaire du conflit de 2022 en Ukraine, où les critiques avaient remis en question le moment de la sortie d'un jeu présentant des thèmes militaires soviétiques et russes. En réponse, Mundfish a insisté sur le fait que la société est neutre dans les affaires du monde et « ne commente pas la politique ou la religion », tout en expliquant que la société est « indéniablement une organisation pro-paix contre la violence contre les personnes ». La réponse de la société a généré encore plus de critiques, incitant le compositeur de la musique du jeu, Mick Gordon, à publier une déclaration condamnant la guerre tout en faisant don de ses honoraires du projet à l'organisation de la Croix-Rouge pour aider ses actions dans le cadre de la crise en Ukraine.

## Accueil
Atomic Heart reçoit un accueil passable de la presse selon l'agrégateur de notes Metacritic.